# Tlecuaxco
Tlecuaxco är en ort i Mexiko.   Den ligger i kommunen Tequila och delstaten Veracruz, i den sydöstra delen av landet, 240 km öster om huvudstaden Mexico City. Tlecuaxco ligger 1 320 meter över havet och antalet invånare är 624.
Terrängen runt Tlecuaxco är bergig. Runt Tlecuaxco är det ganska tätbefolkat, med 100 invånare per kvadratkilometer. Närmaste större samhälle är Córdoba, 15,7 km nordost om Tlecuaxco. I omgivningarna runt Tlecuaxco växer i huvudsak städsegrön lövskog.